# Tighennif (site)
Tighennif (voorheen Ternifine genoemd) is een prehistorische vindplaats nabij het gelijknamige dorp in de buurt van Mascara, Oranie (Algerije). Het leverde de oudste menselijke fossielen op die tot nu toe bekend zijn in Noord-Afrika, gedateerd op ongeveer 1 miljoen jaar geleden, en een lithische industrie van het Acheuléen-type.

## Geschiedenis van het onderzoek
Van 1954 tot 1956 ontdekten de Franse paleontologen Camille Arambourg en Robert Hoffstetter verschillende menselijke fossielen, geassocieerd met een Acheuléen-industrie, op de site van Tighennif, tegenwoordig in de wilaya Mascara in Algerije. De opgravingen werden destijds verstoord door het opkomen van artesisch water, waardoor de opgravingen regelmatig onder water kwamen te staan.
Dankzij de verlaging van de grondwaterspiegel konden de opgravingen in 1982-83 worden hervat, wat aanleiding gaf tot een dateringsstudie die in 1986 werd gepubliceerd door Denis Geraads.
Recentere opgravingen, die in 2014 opnieuw op de site zijn ondernomen door professor Mohamed Sahnouni, hebben fossiele dierenbeenderen en stenen werktuigen ontdekt die tot ongeveer 1 miljoen jaar geleden dateren.

## Beschrijving
De site bestaat uit een oud moeras of meer dat midden in een open en droge omgeving lag. Het meer werd gevoed door artesische bronnen die de onderliggende zandlaag uit het Mioceen omhoog brachten.

## Fossiele overblijfselen
De vindplaats leverde talrijke botten van dieren en enkele menselijke botten op (drie onderkaken, een wandbeen en negen geïsoleerde tanden), die in 1955 door Camille Arambourg aan een nieuwe soort werden toegeschreven: Atlanthropus mauritanicus.
De menselijke fossielen werden door Denis Geraads in 1986 op minstens 700.000 BP gedateerd, door analyse van de paleofauna, blijkbaar bevestigd door paleomagnetisme. In 2016 herzag Geraads de datering tot waarschijnlijk rond 1 Ma BP, waarbij de magnetische polariteit die op de locatie werd geregistreerd waarschijnlijk overeenkwam met de Jaramillo-excursie (1,06 tot 0,9 Ma BP).
De onderkaken, van zeer groot formaat, waren waarschijnlijk van bijzonder robuuste mannen. De uiteindelijke toeschrijving van deze fossielen aan de ene of de andere soort varieert van auteur tot auteur, maar ze worden tegenwoordig meest tot een lokale Homo erectus gerekend.

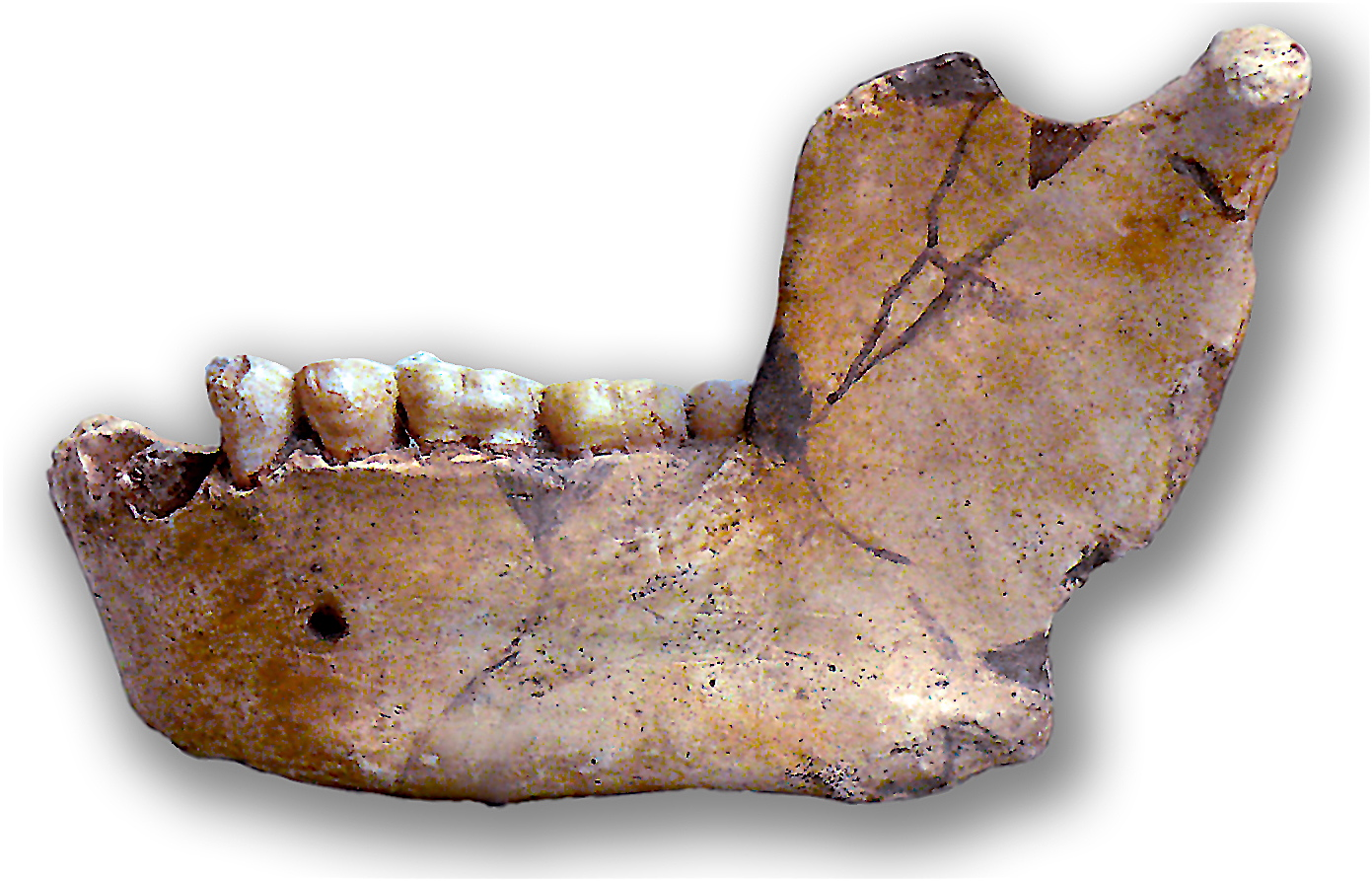
Ternifine 3-onderkaak, zijaanzicht
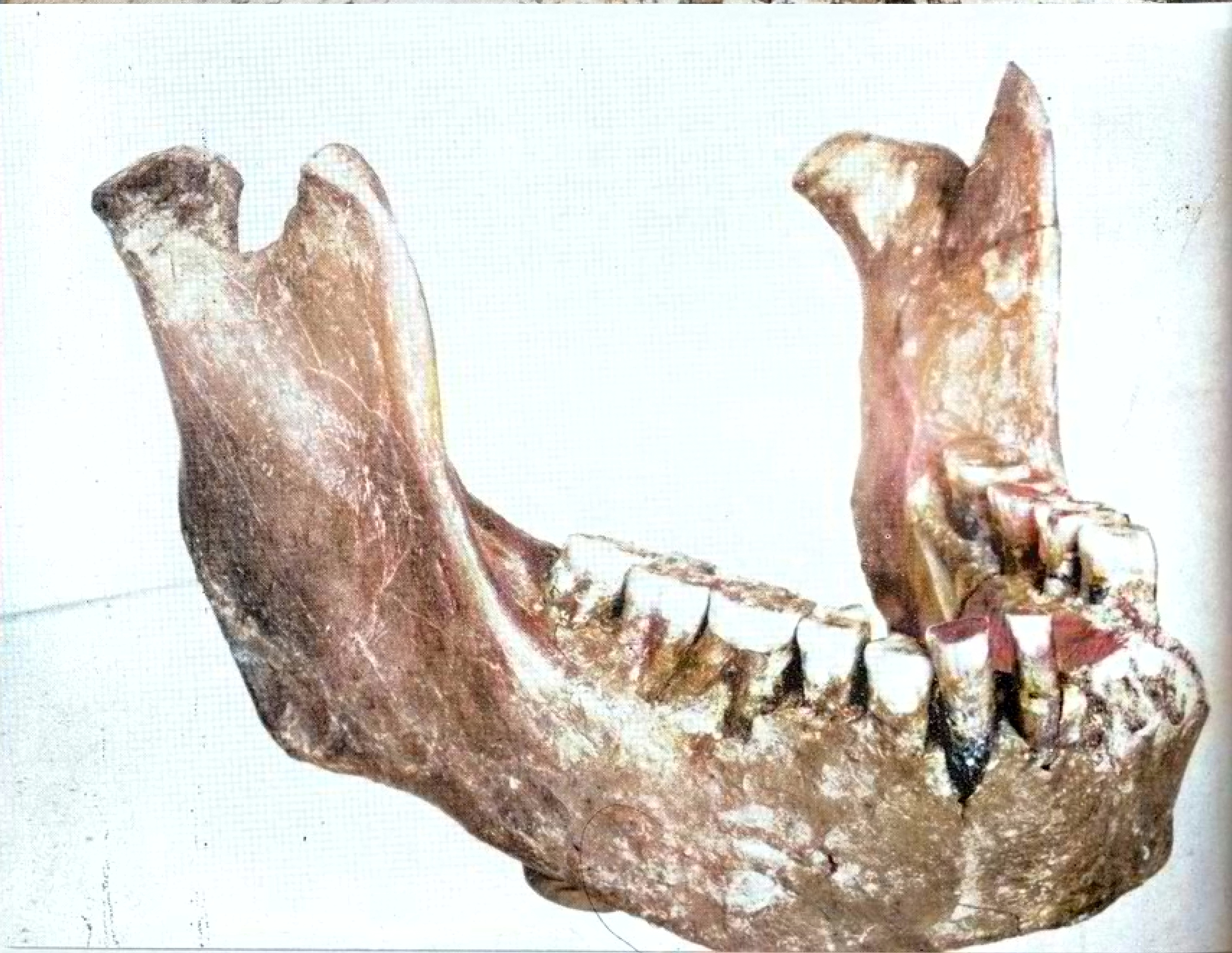
volledig zicht

## Stenen werktuigen
De site leverde ook een Acheuléen-industrie op bestaande uit vuistbijlen, cleavers, grote geretoucheerde afslagen en kleinere vuursteenafslagen. Het geheel was van een nogal archaïsch vakmanschap, met een zeldzaam gebruik van de zachte afslag en Kombewa-methode, die beter overeenkomt naar de nieuwe datering van de site.